# Lipoproteinlipasa
La lipoproteinlipasa (EC 3.1.1.34) o LPL es una enzima que hidroliza a los triglicéridos de los quilomicrones y lipoproteínas de muy baja densidad, y los descompone a ácidos grasos libres y glicerol, liberándolos en músculo y tejido adiposo.
Se sitúa generalmente en los vasos sanguíneos, en la superficie apical de las células endoteliales. En el corazón esto ocurre especialmente a nivel de las células intersticiales. En cultivos celulares la lipoproteinlipasa actúa como transferasa de ésteres de colesterol a las células.
Su deficiencia provoca hiperquilomicronemia dando lugar a la hiperlipoproteinemia. Está documentado también su relación con la aterosclerosis.